# Цветков, Алексей Вячеславович
Алексе́й Вячесла́вович Цветко́в (иногда Цветков-младший; род. 2 марта 1975, Нижневартовск) — российский контркультурный писатель, левый общественный деятель, публицист, педагог, радиоведущий. Русский мусульманин.

## Биография
Родился в семье рабочего (монтажника нефтяных вышек самотлорского нефтяного месторождения) и медсестры. С 1978 года живёт в Москве. В детстве лето на каникулах ежегодно проводил у бабушки, на северо-западе Калининской области.
Любил писателя Ивана Ефремова и мечтал стать, как и тот, палеонтологом.
Вспоминал: «В конце 1980-х я был антисоветским подростком и впитал вместе с „русским роком“ и самиздатом заодно и критическое отношение к „сталинской системе“…»
Политическую и журналистскую деятельность начал в 15 лет на страницах «Комсомольской правды» в 1990 году. Входил в московскую группу «Политического лицея» — образовательной структуры для школьников и студентов, созданной при редакции «КП» в 1990 году. Определял тогдашние свои взгляды как анархистские и близкие к западным «новым левым».
В 1998 году окончил Литературный институт имени А. М. Горького. Являлся членом Московского молодёжного общества по изучению идей чучхе; как писала «Независимая газета», Цветков «зарабатывал небольшие деньги, публикуя стихи в русскоязычных выпусках журнала „Корея сегодня“». Одно из стихотворений заканчивалось так: «Это в каждом движении, в каждом стихе, // В каждом шорохе листьев, мы слышим — чучхе»; за поэму о Ким Чен Ире удостоился памятного подарка — наручных часов северокорейского производства.
Ведущий (наряду со Станиславом Маркеловым) активист профсоюза «Студенческая защита», основатель леворадикальной организации «Фиолетовый Интернационал» («новых левых» по классификации А. Н. Тарасова), Комитета культурной революции (ККР) и ряда других организаций. До 1998 года — ответственный секретарь газеты НБП «Лимонка». В 2000—2002 годах — куратор сетевого публицистического проекта anarh.ru. Впоследствии литературный обозреватель журнала «ОМ», политический обозреватель журнала «НАШ». Вёл[когда?] в 1999 году авторские программы «Жернова» на «Радио-резонанс» и «Красный флаг» на «Народном радио».
Преподавал (курс «Информационная война») в «Новом университете» — лектории А. Г. Дугина и (цикл лекций «Художественный авангард и социалистический проект») в Свободном университете имени Сергея Курёхина. Выставлялся как художник-ситуационист (серия «Дорожные знаки» в Центре современного искусства, выставка «Анти-антифашизм», куратор Анатолий Осмоловский). Главным редактором парижского художественного журнала «Мулета» Толстым-Котляровым награждён «медалью вивризма». Лауреат литературной премии «Исламский прорыв» (2005) за очерк о путешествии в Стамбул «Второй Рим в апреле, или настойчивое чувство Всевышнего». Член жюри литературной премии имени Ильи Кормильцева (присуждает номинацию «эксперимент»). Работал «редактором русского фронта» в издательстве Ильи Кормильцева «Ультра.Культура». Один из организаторов книжного магазина-коммуны «Фаланстер». С марта 2011 года работает в книжном магазине «Циолковский», один из его создателей. В июне 2011 получил учреждённую «Независимой газетой» литературную премию «Нонконформизм» за свою повесть «Сообщения» (опубликована в выпуске «Б» журнала «Русская проза» (СПб., 2012)). С сентября 2011 по 2013 год вёл авторскую колонку и был книжным обозревателем на сайте OpenSpace.ru. С 2014 года колумнист в Газета.Ru и в Сноб.ру.
В октябре 2014 года получил литературную Премию Андрея Белого за свою книгу прозы «Король утопленников». В январе 2015 года получил литературную премию «НОС» (Новая Словесность) за ту же книгу (из пяти членов жюри четверо проголосовали за «Короля Утопленников» и один за «Теллурию» Владимира Сорокина).
В октябре 2015 года книга «Маркс, Маркс левой!» вошла в лонг-лист премии «НОС».
С ноября 2015 года — книжный обозреватель интернет-издания «Газета.Ru».
В феврале 2017 года книга «Марксизм как стиль» вошла в лонг-лист премии «Национальный бестселлер».
Цветков принципиально не состоит ни в каких литературных организациях и писательских союзах.
Весной 2018 года в издательстве «Пальмира» переиздан «Капитал» Карла Маркса с предисловием Цветкова. В июле 2019 года в издательстве АСТ вышло новое издание «Капитала» в виде извлечений из всех трёх томов, с новым предисловием, системой комментариев и составлением Цветкова. В июне 2020 года в том же издательстве в серии «Философия на пальцах» вышла хрестоматия по «Капиталу» Маркса составленная Цветковым вместе с его предисловием и комментариями.
В 2018 году вошёл в жюри литературной Премии Андрея Белого.
С апреля 2020 года ведёт авторскую программу «РадиоЦветков» на радио «Глаголев FM» в рамках проекта «Тёмная материя».
Цветков — создатель паблика «Синемарксизм», посвященного левому кино и существующего сразу в нескольких социальных сетях (вк, фейсбук, телеграм и в виде отдельного сайта) и названного так по одноименной книге Цветкова.
С декабря 2021 года в московском театре «Среда 21» регулярно идет спектакль «Капитал» (режиссер — Надежда Кубайлат) по сценическому тексту Цветкова, превратившего основные идеи и формулировки «Капитала» Маркса в театральный сценарий. В 2023 году (театральный сезон 2022—2021) этот спектакль был номинировн на театральную премию «Золотая маска» сразу в двух номинациях.
Живёт в Москве. Есть дочь.

## Отзывы

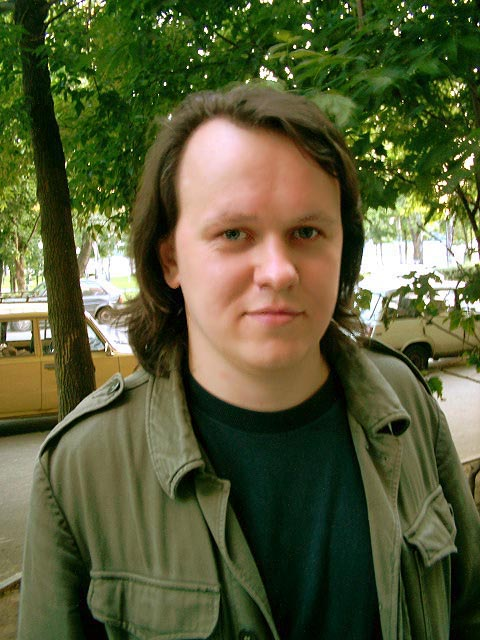
Цветков в 2004 году.

Литературный критик Лев Данилкин в журнале «Афиша.ру» в рецензии на книгу «Поп-марксизм» так отзывался о Цветкове: «Марксист Цветков, безусловно, один из умнейших наших современников, при этом намеренно не встроенный в систему. Умудрившийся остаться — при своих колоссальных возможностях — по-настоящему маргинальным. Вот почему интервью с ним не публикуют в каждом номере „Афиши“? Почему раз в десять минут его не умоляют дать комментарий для „Коммерсант FM“? Почему с ним нет „Особого мнения“ на „Эхе Москвы“? Это ведь тоже своего рода искусство по нынешним временам: проходить под радарами».
Социолог и публицист Александр Тарасов называл Цветкова наследником «Достоевского и Камю, хотя непосредственно в текстах чувствуется скорее влияние Амброза Бирса, Борхеса, Хармса и сюрреалистов».
Рецензент Антон Семикин по поводу публицистических текстов Цветкова, вошедших в сборник «После прочтения уничтожить», на Каспаров.ру пишет: «Цветков, очевидно, и в самом деле люто ненавидит пресловутую „Систему“, и талант помогает ему выразить эту ненависть так, что дух захватывает. Если читателю 19 лет. У меня, во всяком случае, захватывало».
Поэт и критик Дмитрий Кузьмин на открытых дебатах литературной премии «Нос» высказал следующее мнение о прозе Цветкова: «Тональность разговора, которая берется политическим активистом для того, чтобы в форме серьёзной высокой литературы донести до нас своё глубокое сомнение в правильности социального и культурного устройства сегодняшнего мира».
Критиковал его член ОКП публицист Дмитрий Чёрный.